# Liste der Kulturdenkmale in Nottertal-Heilinger Höhen
Die Liste der Kulturdenkmale in Nottertal-Heilinger Höhen umfasst die als Ensembles, Straßenzüge und Einzeldenkmale erfassten Kulturdenkmale in der thüringischen Gemeinde Nottertal-Heilinger Höhen im Unstrut-Hainich-Kreis.
Die Angaben in der Liste ersetzen nicht die rechtsverbindliche Auskunft der zuständigen Denkmalschutzbehörde.

## Legende
- Bild: zeigt ein Bild des Kulturdenkmals und gegebenenfalls einen Link zu weiteren Fotos des Kulturdenkmals im Medienarchiv Wikimedia Commons
- Bezeichnung: Name, Bezeichnung oder die Art des Kulturdenkmals
- Lage: Wenn vorhanden Straßenname und Hausnummer des Kulturdenkmals; Grundsortierung der Liste erfolgt nach dieser Adresse. Der Link Karte führt zu verschiedenen Kartendarstellungen und nennt die Koordinaten des Kulturdenkmals.
 Kartenansicht, um Koordinaten zu setzen – in dieser Kartenansicht sind Kulturdenkmale ohne Koordinaten mit einem roten bzw. orangen Marker dargestellt und können in der Karte gesetzt werden. Kulturdenkmale ohne Bild sind mit einem blauen bzw. roten Marker gekennzeichnet, Kulturdenkmale mit Bild mit einem grünen bzw. orangen Marker.
- Datierung: gibt das Jahr der Fertigstellung beziehungsweise das Datum der Erstnennung oder den Zeitraum der Errichtung an
- Beschreibung: bauliche und geschichtliche Einzelheiten des Kulturdenkmals, vorzugsweise die Denkmaleigenschaften
- ID: Die ID identifiziert das Kulturdenkmal eindeutig. In Thüringen sind aktuell keine IDs veröffentlicht. In der ID-Spalte kann sich auch folgendes Icon  befinden, dies führt zu Angaben zu diesem Kulturdenkmal bei Wikidata.

## Ensemble
| Bild | Bezeichnung                            | Lage                                             | Datierung | Beschreibung | ID |
| ---- | -------------------------------------- | ------------------------------------------------ | --------- | ------------ | -- |
| BW   | Dorfanger mit Steinbrunnen und Schelle | Mehrstedt, Mehrstedter Dorfstraße o. Nr. (Karte) |           |              |    |
| BW   | Ortskern Obermehler                    | Obermehler (Karte)                               |           |              |    |

## Einzeldenkmale

### Bothenheilingen
| Bild                                    | Bezeichnung              | Lage                                                      | Datierung | Beschreibung    | ID |
| --------------------------------------- | ------------------------ | --------------------------------------------------------- | --------- | --------------- | -- |
| BW                                      | Hofanlage                | Bothenheilingen, Anger 1, 1a, 1c, 1f , 1g, 1h, 1i (Karte) |           |                 |    |
| weitere Bilder Fotos hochladen          | Ev. Kirche St. Christina | Bothenheilingen, Blumenstraße o. Nr. (Karte)              |           | mit Ausstattung |    |
| BW                                      | Kirchhof und Einfriedung | Bothenheilingen, Blumenstraße o. Nr. (Karte)              |           |                 |    |
| BW                                      | Hofanlage                | Bothenheilingen, Blumenstraße 23 (Karte)                  |           |                 |    |
| BW                                      | Wohnhaus                 | Bothenheilingen, Mühlhäuser Straße 50 (Karte)             |           |                 |    |
| Direkt Bild zu diesem Denkmal hochladen | Wegestein                | Bothenheilingen, Standort unbekannt                       |           |                 |    |

### Großmehlra
| Bild                           | Bezeichnung                     | Lage                                   | Datierung | Beschreibung    | ID |
| ------------------------------ | ------------------------------- | -------------------------------------- | --------- | --------------- | -- |
| BW                             | Wohnhaus mit Scheune und Schule | Großmehlra, Gänsegasse 1 (Karte)       |           |                 |    |
| BW                             | Wohnhaus                        | Großmehlra, Gänsegasse 10 (Karte)      |           |                 |    |
| BW                             | Pfarrhaus                       | Großmehlra, Gänsegasse 5 (Karte)       |           |                 |    |
| BW                             | Scheune                         | Großmehlra, Gänsegasse 5 (Karte)       |           |                 |    |
| weitere Bilder Fotos hochladen | Ev. Kirche St. Vitus            | Großmehlra, Hauptstraße o. Nr. (Karte) |           | mit Ausstattung |    |
| BW                             | Kirchhof                        | Großmehlra, Hauptstraße o. Nr. (Karte) |           |                 |    |
| BW                             | Gemeindeverwaltung              | Großmehlra, Hauptstraße 13 (Karte)     |           |                 |    |
| BW                             | Wohnhaus                        | Großmehlra, Töpfergasse 9 (Karte)      |           |                 |    |

### Hohenbergen
| Bild                           | Bezeichnung                   | Lage                                    | Datierung | Beschreibung    | ID |
| ------------------------------ | ----------------------------- | --------------------------------------- | --------- | --------------- | -- |
| weitere Bilder Fotos hochladen | Ev. Pfarrkirche Martin Luther | Hohenbergen, Hohenbergen o. Nr. (Karte) |           | mit Ausstattung |    |
| BW                             | Kirchhof und Einfriedung      | Hohenbergen, Hohenbergen o. Nr. (Karte) |           |                 |    |

### Issersheilingen
| Bild                           | Bezeichnung                                      | Lage                                        | Datierung | Beschreibung    | ID |
| ------------------------------ | ------------------------------------------------ | ------------------------------------------- | --------- | --------------- | -- |
| weitere Bilder Fotos hochladen | Evangelische Pfarrkirche St. Johannes der Täufer | Issersheilingen, Hintergasse o. Nr. (Karte) |           | mit Ausstattung |    |
| BW                             | Kirchhof mit Einfriedung                         | Issersheilingen, Hintergasse o. Nr. (Karte) |           |                 |    |

### Kleinwelsbach
| Bild                           | Bezeichnung              | Lage                                 | Datierung | Beschreibung    | ID |
| ------------------------------ | ------------------------ | ------------------------------------ | --------- | --------------- | -- |
| weitere Bilder Fotos hochladen | Ev. Kirche St. Mauritius | Kleinwelsbach, Pfarrgasse 13 (Karte) |           | mit Ausstattung |    |
| BW                             | Kirchhof und Einfriedung | Kleinwelsbach, Pfarrgasse 13 (Karte) |           |                 |    |

### Mehrstedt
| Bild                           | Bezeichnung               | Lage                                             | Datierung | Beschreibung    | ID |
| ------------------------------ | ------------------------- | ------------------------------------------------ | --------- | --------------- | -- |
| weitere Bilder Fotos hochladen | Ev. Kirche St. Bonifatius | Mehrstedt, Mehrstedter Dorfstraße o. Nr. (Karte) |           | mit Ausstattung |    |
| BW                             | Kirchhof und Einfriedung  | Mehrstedt, Mehrstedter Dorfstraße o. Nr. (Karte) |           |                 |    |
| BW                             | Wohnhaus mit Torfahrt     | Mehrstedt, Mehrstedter Dorfstraße 11 (Karte)     |           |                 |    |
| BW                             | Wohnhaus                  | Mehrstedt, Mehrstedter Dorfstraße 14 (Karte)     |           |                 |    |
| BW                             | Hofpforte                 | Mehrstedt, Mehrstedter Dorfstraße 14 (Karte)     |           |                 |    |
| BW                             | Wohnhaus                  | Mehrstedt, Mehrstedter Dorfstraße 48 (Karte)     |           |                 |    |
| BW                             | Hofanlage                 | Mehrstedt, Mehrstedter Dorfstraße 67 (Karte)     |           |                 |    |

### Neunheilingen
| Bild                           | Bezeichnung                                         | Lage                                      | Datierung | Beschreibung    | ID |
| ------------------------------ | --------------------------------------------------- | ----------------------------------------- | --------- | --------------- | -- |
| weitere Bilder Fotos hochladen | Evangelische Friedhofskirche St. Crucis             | Neunheilingen, Hauptstraße o. Nr. (Karte) |           | mit Ausstattung |    |
| BW                             | Kirchhof und Einfriedung                            | Neunheilingen, Hauptstraße o. Nr. (Karte) |           |                 |    |
| BW                             | Wohnhaus mit Torhaus                                | Neunheilingen, Hauptstraße 32 (Karte)     |           |                 |    |
| BW                             | Saalbau                                             | Neunheilingen, Hauptstraße 43a (Karte)    |           |                 |    |
| BW                             | ehemalige Schule                                    | Neunheilingen, Hauptstraße 49 (Karte)     |           |                 |    |
| BW                             | Kirchenruine Evangelische Kirche St. Peter und Paul | Neunheilingen, Hauptstraße 50 (Karte)     |           | mit Ausstattung |    |
| BW                             | Kirchhof                                            | Neunheilingen, Hauptstraße 50 (Karte)     |           |                 |    |
| weitere Bilder Fotos hochladen | Schloss                                             | Neunheilingen, Hauptstraße 52 (Karte)     |           |                 |    |
| BW                             | Park                                                | Neunheilingen, Hauptstraße 52 (Karte)     |           |                 |    |
| BW                             | Wohnhaus                                            | Neunheilingen, Hauptstraße 53 (Karte)     |           |                 |    |
| BW                             | Wirtschaftsgebäude                                  | Neunheilingen, Hauptstraße 53 (Karte)     |           |                 |    |

### Obermehler
| Bild                           | Bezeichnung              | Lage                                     | Datierung | Beschreibung    | ID |
| ------------------------------ | ------------------------ | ---------------------------------------- | --------- | --------------- | -- |
| BW                             | Wohnhaus                 | Obermehler, Am Anger 6 (Karte)           |           |                 |    |
| weitere Bilder Fotos hochladen | Ev. Kirche St. Ulrich    | Obermehler, Carl-Grübel-Straße (Karte)   | 1571      | mit Ausstattung |    |
| BW                             | Kirchhof mit Einfriedung | Obermehler, Carl-Grübel-Straße (Karte)   |           |                 |    |
| BW                             | Hofanlage                | Obermehler, Mehlersche Straße 41 (Karte) |           |                 |    |
| BW                             | Hofanlage                | Obermehler, Mehlersche Straße 43 (Karte) |           |                 |    |
| BW                             | Wohnhaus mit Torfahrt    | Obermehler, Mehlersche Straße 45 (Karte) |           |                 |    |
| BW                             | Wohnhaus                 | Obermehler, Mehlersche Straße 47 (Karte) |           |                 |    |
| BW                             | Wohnhaus                 | Obermehler, Mehlersche Straße 68 (Karte) |           |                 |    |
| BW                             | Wohnhaus                 | Obermehler, Mehlersche Straße 74 (Karte) |           |                 |    |
| BW                             | Schule                   | Obermehler, Mehlersche Straße 86 (Karte) |           |                 |    |
| BW                             | Pfarrhaus                | Obermehler, Pfarrgasse 5 (Karte)         |           |                 |    |
| BW                             | Wohnhaus                 | Obermehler, Stiegelgasse 5 (Karte)       |           |                 |    |

### Schlotheim
| Bild                           | Bezeichnung              | Lage                                   | Datierung | Beschreibung    | ID |
| ------------------------------ | ------------------------ | -------------------------------------- | --------- | --------------- | -- |
| weitere Bilder Fotos hochladen | Windmühle                | Schlotheim, An der Mühle 5 (Karte)     |           |                 |    |
| BW                             | Wohnhaus                 | Schlotheim, Bahnhofstraße 4 (Karte)    |           |                 |    |
| BW                             | Wohnhaus                 | Schlotheim, Gartenstraße 5 (Karte)     |           |                 |    |
| BW                             | Pfarrhaus                | Schlotheim, Herrenstraße 1 (Karte)     |           |                 |    |
| BW                             | Wohn- und Geschäftshaus  | Schlotheim, Herrenstraße 27 (Karte)    |           |                 |    |
| BW                             | Wohn- und Geschäftshaus  | Schlotheim, Herrenstraße 30 (Karte)    |           |                 |    |
| BW                             | Hofanlage                | Schlotheim, Langelweg 2, 2a (Karte)    |           |                 |    |
| BW                             | Wohnhaus                 | Schlotheim, Mehlergasse 2 (Karte)      |           |                 |    |
| BW                             | Wohnhaus / Löwenhaus     | Schlotheim, Mehlergasse 4 (Karte)      |           |                 |    |
| BW                             | Industriegebäude         | Schlotheim, Mehlergasse 5, 6 (Karte)   |           |                 |    |
| BW                             | Wohnhaus                 | Schlotheim, Pferdemarkt 1 (Karte)      |           |                 |    |
| BW                             | Forsthaus                | Schlotheim, Pferdemarkt 3a (Karte)     |           |                 |    |
| weitere Bilder Fotos hochladen | Schloss                  | Schlotheim, Pferdemarkt 3c, 3e (Karte) |           |                 |    |
| BW                             | Schnitterkaserne         | Schlotheim, Pferdemarkt 3d (Karte)     |           |                 |    |
| BW                             | Hofanlage                | Schlotheim, Ratsstraße 1 (Karte)       |           |                 |    |
| BW                             | Wohnhaus                 | Schlotheim, Steinweg 29a (Karte)       |           |                 |    |
| BW                             | Wohnhaus                 | Schlotheim, Steinweg 3 (Karte)         |           |                 |    |
| weitere Bilder Fotos hochladen | Ev. Kirche St. Servator  | Schlotheim, Steinweg 35 (Karte)        |           | mit Ausstattung |    |
| BW                             | Kirchhof und Einfriedung | Schlotheim, Steinweg 35 (Karte)        |           |                 |    |
| BW                             | Wohn- und Geschäftshaus  | Schlotheim, Steinweg 7 (Karte)         |           |                 |    |